# اليسر بعد العسر (مسلسل)
اليسر بعد العسر مسلسل تلفزيوني عراقي، من إخراج جمال عبد الجاسم.

## الممثلون
- مهدي الحسيني.
- شهرزاد شاكر.
- سنان العزاوي.
- أنعام الربيعي.
- تمارا محمود.
- سجى احمد.